# Philippe Grandrieux
Pour les articles homonymes, voir Grandrieux  (homonymie).
Philippe Grandrieux est un cinéaste français né en 1954 à Saint-Étienne.

## Biographie

### Formation et débuts
Après des études de cinéma à l'INSAS (son mémoire de fin d'études est consacré aux rapports entre cinéma et peinture), Philippe Grandrieux présente sa première installation Via la vidéo à la galerie Albert Baronian (Bruxelles) en 1976.

### Réalisations
À partir des années 1980, dans le cadre de l'atelier de recherche à l'INA ainsi que pour LaSept/Arte, il propose des formes et des formats qui mettent en question le documentaire, l'information, l'essai. Ainsi il crée un laboratoire de recherche intitulé Live qui produit quatorze films en plan séquence d'une heure, sans intervention de post-production avant leur diffusion. Robert Frank, Robert Kramer, Thierry Kuntzel, parmi d'autres, y participent.
En 1998, il réalise Sombre (mention spéciale du jury au festival de Locarno), son premier long métrage. Serge Kaganski dans Les Inrockuptibles est le premier à le défendre : « Avec ce premier film stupéfiant, Philippe Grandrieux signe le manifeste risqué d'un cinéma sensoriel, minoritaire au pays du ciné-roman. » Raymond Bellour de son côté dans Trafic intitule son article de manière explicite : « Pour Sombre ».
Depuis, le travail de Philippe Grandrieux se déploie autour de la fiction (2002, La Vie nouvelle ; 2008, Un lac ; 2016, Malgré la nuit), du documentaire, de la performance, de l'installation, et se caractérise par une tension constante entre plasticité et narration. La Vie nouvelle, son second long métrage, en est l'exemple le plus vif. Le film est présenté dans de nombreux festivals (Toronto, Viennale, Rotterdam, Lincoln Center - New York…) et, peu après sa sortie en France, les éditions Léo Scheer, sous la direction de Nicole Brenez, publient un ouvrage La Vie nouvelle / nouvelle Vision réunissant plus de quarante textes qui répondent à la question : « Qu’est-ce qu’un grand film ? »

« Au-delà du plaisir qu’il nous procure et quelle que soit la nature de ce plaisir […] il s’agit d’un film qui nous oblige à reconsidérer ce qu’avant lui nous croyions du cinéma […]. La Vie nouvelle, de Philippe Grandrieux, constitue l’un de ces films. »

En 2011, Il se peut que la beauté ait renforcé notre résolution. Masao Adachi reçoit le New Vision Award, au Cph:Dox de Copenhague puis le grand prix expérimental – Essai – Art Vidéo" au festival Côté court de Pantin et, enfin, le grand prix du documentaire au festival international du film de Tripoli (Liban).
En 2011, il entreprend la réalisation d'une trilogie sur La Vie nue, en référence au concept de Giorgio Agamben.
En 2013, le Whitney Museum of American Art offre une carte blanche à cette trilogie alors en cours. En 2019, l'ensemble de cette recherche (White Epilepsy, Meurtrière, Unrest) est présenté à Empty Gallery/Hong Kong sous le titre The Bare Life avec The Scream, une installation constituée de onze projections, « un mélange étrange de rituels religieux et de travail chorégraphique », qui fait écho à la violence du monde.
En 2016, il réalise Malgré la nuit. Le film est présenté au festival de Rotterdam, à Berlin (Critic's Week), au Film Comment Select à New York….
Son travail donne lieu à un travail critique et à des publications dont la plus récente Philippe Grandrieux, Sonic Cinema de Greg Hainge est parue en 2017 chez Bloomsbury Publishing.
En 2020, Philippe Grandrieux écrit, en collaboration avec Jonathan Littell, le scénario de son prochain long métrage de fiction.[réf. nécessaire]
Sa mise en scène de l'opéra de Richard Wagner Tristan und Isolde est présentée à Gand puis à Anvers à l’Opera Ballet Vlaanderen en mars et avril 2023. Elle est programmée ensuite à l'opéra de Rouen en juin 2024.

### Enseignement
- 2012/2013 : Visiting Fiction Film Professor à l'université Harvard[16]

### Bourse
- 2015/2016 : Fellowship from The Radcliffe Institute for Advanced Study à l'université Harvard[16]

## Hommages
En 1998 Sombre est récompensé au festival de Locarno (mention spéciale du Jury).
En 2008, à l'initiative de l'Ambassade de France, la célèbre salle Uplink de Tokyo organise une rétrospective de son travail sous le titre « Extreme Love - Around Philippe Grandrieux ».
La même année, la Tate Modern de Londres, dans le cadre de la rétrospective « Paradise Now! Essential French Avant-Garde cinema 1890-2008 », consacre une séance monographique à Philippe Grandrieux, avec La Vie nouvelle, L'Arrière-saison , Putting Holes in Happiness (clip réalisé pour et avec Marilyn Manson) et un extrait de Un lac alors work in progress.
En 2008, Un lac reçoit une mention spéciale dans la catégorie Orizzonti de la 65e Mostra de Venise qui récompense les films ouvrant des nouvelles tendances pour le cinéma. Pour ce film Philippe Grandrieux a reçu aussi le prix de la Meilleure Image (Best Cinematography) ayant fait lui-même l'image de son film ainsi qu'une mention spéciale (Best Innovation) au Festival international de Las Palmas en 2009.
En 2011, Il se peut que la beauté ait renforcé notre résolution. Masao Adachi reçoit le "New Vision Award", au Cph:Dox de Copenhague ; en 2012, le "Grand Prix Expérimental – Essai – Art Vidéo" au Festival Côté Court de Pantin ; en 2013, le Grand Prix du Documentaire au Festival international du Film de Tripoli (Liban).
De juin à septembre 2018, une installation mono écran des dix premières minutes de Sombre est présentée au Palais de Tokyo dans le cadre de l’exposition «Enfance».

## Filmographie

### Longs métrages de fiction
- 1998 : Sombre (1 h 52), avec Marc Barbé, Elina Löwensohn
- 2002 : La Vie nouvelle (1 h 42), avec Anna Mouglalis, Zach Knighton, Zsolt Nagy
- 2008 : Un lac (1 h 30), avec Dmitry Kubasov, Natalie Rehorova, Alexei Sollonchev
- 2015 : Malgré la nuit (2 h 30), avec Ariane Labed, Kristian Marr, Roxane Mesquida, Paul Hamy[19]

### Films / Installations
- 1975 : Via la vidéo (3 films de 20’ + une toile de Claude Viallat)
- 2005 : L'arrière-saison/1 (8')
- 2005 : L'arrière-saison/2 (10')
- 2006 : Met (5')
- 2006 : Grenoble (44’ et 17’)
- 2007 : Marilyn Manson découvre La Vie nouvelle et demande à Philippe Grandrieux de réaliser la vidéo de Putting Holes in Happiness un des titres de l’album Eat Me, Drink Me.
- 2012 : White Epilepsy (59') Avec Hélène Rocheteau, Jean-Nicolas Dafflon, Anja Röttgerkamp, Dominique Dupuy
- 2015 : Meurtrière (59') Avec Émilia Giudicelli, Vilma Pitrinaite, Hélène Rocheteau, Francesca Ziviani
- 2017 : Unrest (47') Avec Lilas Nagoya et Nathalie Remadi
- 2019 : The Scream (60') Avec Lilas Nagoya, Vilma Pitrinaite, Nathalie Remadi, Eleni Vergeti, Bérangère Bodin
- 2020 : La lumière, la lumière (19') Avec Camille Grandrieux, Lola Norda. Musique Marc Hurtado, Alan Vega. Ce film a été réalisé dans le cadre de "Liminal" une commande du FICUNAM auprès de 4 réalisateurs : Lav Diaz, Philippe Grandrieux, Manuela de Laborde, Oscar Enriquez.

### Documentaires
- 1993 : La Roue (2x 7') Portraits Brian Holm et Gert Jan Theunisse / La Sept/Arte + AMIP
- 1994 : Les Enjeux militaires (45’) Le débarquement sur les plages de Normandie / France 3 + Anabase
- 1994 : Jogo do bicho (60') Portrait d'un jeu populaire au Brésil)  / La Sept/Arte
- 1996 : Balladur / Chirac-Kohl / Juppé (3x 7') Portraits réalisés pour le magazine Brut / La Sept/Arte
- 1996 : Retour à Sarajevo (75’) Juste après les accords de Dayton le retour de Saada à Sarajevo / La Sept/Arte
- 2011 : Il se peut que la beauté ait renforcé notre résolution / Masao Adachi (74') Philippe Grandrieux filme Masao Adachi, un échange entre deux cinéastes / Epileptic. Ce premier portait de la collection « Il se peut que la beauté ait renforcé notre résolution » (dirigée par Nicole Brenez et Philippe Grandrieux) veut rendre hommage aux cinéastes connus et inconnus qui ont participé, avec des fusils, des caméras ou les deux simultanément, aux luttes de résistance et de libération tout au long du XXe siècle.

### Programmes expérimentaux - Soirées thématiques - Séries documentaires
- 1981 : La Peinture cubiste (55') co-auteur avec Thierry Kuntzel / INA
- 1982 : Juste une image (série de 9 × 55') co-auteur avec Thierry Garrel et Louisette Neil / INA (Grand Prix SCAM)
- 1982 : Une génération (10') / INA
- 1983 : Pleine lune, co-auteur avec Jérôme Prieur, Thierry Kuntzel / INA (Prix de l'Association française des critiques de télévision)
- 1984 : Grandeur nature (soirée thématique 180') / INA
- 1985 : Long courrier (25') / Maison de la culture du Havre sous la direction de Raoul Ruiz
- 1986 : Comédies-Comédiens (50’) / Théâtre Nanterre-Amandiers
- 1987 : Berlin (30’) / La Sept/Arte
- 1987 : Berlin-Paris-Berlin(120’) / La Sept/Arte + ZDF
- 1987 : Le Monde est tout ce qui arrive / Maison de la culture de Saint-Étienne
- 1989 : Azimut (4 × 30'), coauteurs : Paul Virilio, Jean-Louis Schefer, Juan David Nasio et Philippe Grandrieux / TV FNAC
- 1989 : Histoire parallèle (série x 26’) / La Sept/Arte
- 2000 : Le Siècle des hommes  ( 27 x 60’) coauteur avec Anthony Rowley, René Rémond (historiens) / Pathé + France2

### Production
- 1990 : Live (14 × 60') / Philippe Grandrieux propose une exploration du "réel" et commande 14 plans séquence de 60' à 14 cinéastes, photographes, artistes : Robert Frank (New York), Stephen Dwoskin (Londres), Nick Waplington (Newcastle), Robert Kramer (Berlin), Gary Hill (États-Unis), Thierry Kuntzel (Tampico), Daniele Incalcaterra (Moscou), Ken Kobland (Dallas)... / La Sept/Arte

## Performances
- 2012 : White Epilepsy (30 min) Avec Hélène Rocheteau : Centre Pompidou Metz - Avec le soutien de Montevideo - ActOral - Epileptic
- 2013 : Meurtrière (180 min) Avec Émilia Giudicelli, Vilma Pitrinaite, Hélène Rocheteau, Francesca Ziviani : Whitney Museum Of American Art, New-York - Dans le cadre du festival Walls and Bridges - Production Epileptic
- 2014 : Meurtrière (180 min) Avec Émilia Giudicelli, Vilma Pitrinaite, Hélène Rocheteau, Francesca Ziviani : Festival de danse Pharenheit - CCN du Havre Haute-Normandie - Production Epileptic - CCN du Havre Haute-Normandie - direction Emmanuelle Vo-Dinh
- 2016 : Unrest (47 min) Avec Callahan MacGovern : Film Study Center de l’Université de Chicago - Avec le soutien du Radcliffe Institute for Advanced Study de l’université Harvard.
- 2016 : Unrest (47 min) Avec Nathalie Remadi : ICI - CCN de Montpellier - Occitanie Pyrénées-Méditerranée - Production Epileptic - Avec le soutien de l’ICI – CCN de Montpellier / Occitanie Pyrénées-Méditerranée - direction Christian Rizzo

## Festivals / Prix
- Sombre
  - Festival de Locarno : Special Mention of the jury
- Un lac
  - Mostra de Venise : Prix Orizzonti - Mentione Speciale
  - Festival de Las Palmas : Best Photography + Special Mention for Innovation
- La Vie nouvelle
  - Festival de Toronto / Viennale / Tate Modern Londres
- Il se peut que la beauté ait renforcé notre résolution / Masao Adachi
  - Festival de Copenhague : Cph:Dox - New Vision Award
  - Festival Côté Court - Pantin : Grand prix expérimental essai art vidéo
  - Festival de Tripoli : Grand prix du documentaire - Résistance Culturelle
- Meurtrière
  - Festival du Nouveau Cinéma - Montréal : Prix FNC Lab
  - Festival FilmMadrid : Mention spéciale du Prix du Jury Camira
- Malgré la nuit
  - Festival de Rotterdam / Berlin (Critic’s Week)

## Programmations monographiques
- 2005 : « Philippe Grandrieux » États généraux du film documentaire, Lussas, France
- 2007 : « Breathless, French New New Wave » Australian Cinémathèque, Gallery of Modern Art / Brisbane, Australie
- 2008 : « Extreme Love, around Philippe Grandrieux » Uplink, Tokyo
- 2008 : « Paradise Now ! Essential French Avant-Garde...» Tate Modern, Londres
- 2009 : « Ciclo Philippe Grandrieux » International Film Festival of Guadalajara, Mexique
- 2009 : « Ciclo Philippe Grandrieux » Cineteca Nacional, Mexico D.F.
- 2009 : « Ciclo Philippe Grandrieux » Belo Horizonte et Sao Paulo, Brésil
- 2009 : « Ciclo Philippe Grandrieux » International Film Festival of Cali, Colombie
- 2009 : « All about Philippe Grandrieux » CPH :DOX International Film Festival of Copenhagen, Danemark
- 2010 : « Film Comment Selects : Philippe Grandrieux » Lincoln Center, New-York, USA
- 2010 : « Philippe Grandrieux » Harvard Film Archive / Cambridge, Massachuset, USA
- 2010 : « Philippe Grandrieux » International Film Festival of Las Palmas, Espagne
- 2011 : « World Cinema Now » Monash University / Melbourne, Australie
- 2012 : « Philippe Grandrieux Artist in Focus » Courtisane / Gent, Belgique
- 2012 : « Hommage » organisé par la revue Hors Champ et la Cinémathèque Québécoise, dans le cadre du Festival du nouveau cinéma, Montréal
- 2013 : « Carte Blanche à Philippe Grandrieux » Whitney Museum of American Art, New-York, USA
- 2016 : « Philippe Grandrieux Artist in Focus » 17th Jeonju IFF, Corée du Sud
- 2017 : « Philippe Grandrieux » Milan
- 2017 : « Philippe Grandrieux » Séville
- 2017 : « Philippe Grandrieux » Thessalonique
- 2017 : « Philippe Grandrieux » ACFK Uherské Hradiště, République tchèque
- 2019 : « Cinéma d'Avant-garde : Philippe Grandrieux » Cinémathèque française
- 2023 : « Rétrospective Philippe Grandrieux » La Cinémathèque du quartier latin, Paris

## Scénarios
- 1998 : Sombre / Écrit par Philippe Grandrieux en collaboration avec Pierre Hogdson et Sophie Fillière
- 1999 : Karain / Adaptation de Karain, The Tales of Unrest de Joseph Conrad, écrite par Philippe Grandrieux
- 2002 : La Vie nouvelle / Écrit par Philippe Grandrieux et Éric Vuillard
- 2008 : Un lac / Écrit par Philippe Grandrieux
- 2010 : The Killing Room / Écrit par Philippe Grandrieux et Geoff Cox
- 2012 : Malgré la nuit / Écrit par Philippe Grandrieux en collaboration avec Bertrand Schefer, Rebeca Zlotowski et John-Henry Butterworth
- 2020 : Marcus / Écrit par Philippe Grandrieux en collaboration avec Jonathan Littell

## Textes de Philippe Grandrieux
- Au bord d’un lac : Qu’est-ce que le réel ? Des cinéastes prennent position, dir. Andréa Picard, ed. post-éditions / Cinéma du réel, 2018
- Rêverie d’un filmeur solitaire par Serge Kaganski : Les Inrockuptibles / 6-12 juillet 2016 n°1075
- Journal de tournage, Malgré la nuit (2èrme partie) : : Trafic, n° 98, P.O.L, été 2016
- Journal de tournage, Malgré la nuit (1ère partie) : Mettray, ed. Didier Morin, septembre 2016
- Philippe Grandrieux à propos d’Ariane Labed : Possession Immédiate, # 3, p 62. 2015
- La Première image, un texte écrit à l’occasion de la parution du n° 700 des Cahiers du cinéma, mai 2014
- Congo : Trafic n° 83, P.O.L, automne 2012
- Les Morts : Trafic n° 84, P.O.L, hiver 2012
- À quoi bon une image : Le cinéma critique, de l’argentique au numérique, voies et formes de l’objection visuelle : Publication de la Sorbonne, 2010
- Sous le ciel de Dwoskin : Trafic n° 76, ed. P.O.L, hiver 2010
- One Summer : Livraison n°4 Open Landscapes – Closed rooms, p. 174, 175, 186. 2009-2010
- Bad Lieutnant : un texte écrit à la demande de Nicole Brenez pour le livret de l’édition DVD de Bad Lieutnant d’Abel Ferrara, 2005
- Correspondance sur La Vie nouvelle, Philippe Grandrieux et Éric Vuillard, Trafic n° 44, P.O.L, hiver 2002
- L’Emprise : Trafic n° 38, ed. P.O.L, été 2001
- Sur l’horizon insensé du cinéma : Cahiers du cinéma, hors-série, novembre 2000
- Incendie : Trafic n° 16, ed. P.O.L, automne 1995

## Textes, photographies et dessins de Philippe Grandrieux
- Deux dessins pour la revue Mettray, ed. Didier Morin, « Inscriptions. Dessin & Écriture. », septembre 2019
- Dix photographies pour la revue Possession Immédiate, avec Mariya Olegovna, # janvier, 2019
- Quatre photographies pour la revue Possession Immédiate, # janvier 2018
- Deux photographies et un texte Blason, Possession Immédiate, # 7, p 124... 127, 2016
- Exposition de photographies organisée par la Serial///Galerie : « Vanishing Twin » Galerie Bertrand Baraudou - Paris, 2014
- Dix photographies pour la revue Edwarda, n°1, 2009
- Six photographies et un entretien « Philippe Grandrieux’s Films Go Direct To Your Darkest Desire » par Anja Cronberg pour Tank Magazine, volume 5, issue 2, 2007
- Sept photographies et un texte pour « Jean-Luc Godard-Documents » ouvrage publié en 2005, sous la direction de Nicole Brenez, à l’occasion de la présentation au Centre Pompidou de l’exposition « Voyage en uthopie, Jean-Luc Godard, 1946-2006 », ed. Centre Pompidou, mai 2006
- Trois photographies et un texte, pour Mettray no 9, ed. Didier Morin, 2005
- Dix photographies et un texte, pour « Le Teaser » n° 9, ed. Clémentine Deliss et Thomas Boutoux pour Métronome Presss et la Galerie Castillo Corrales, 2005